# Bibracte

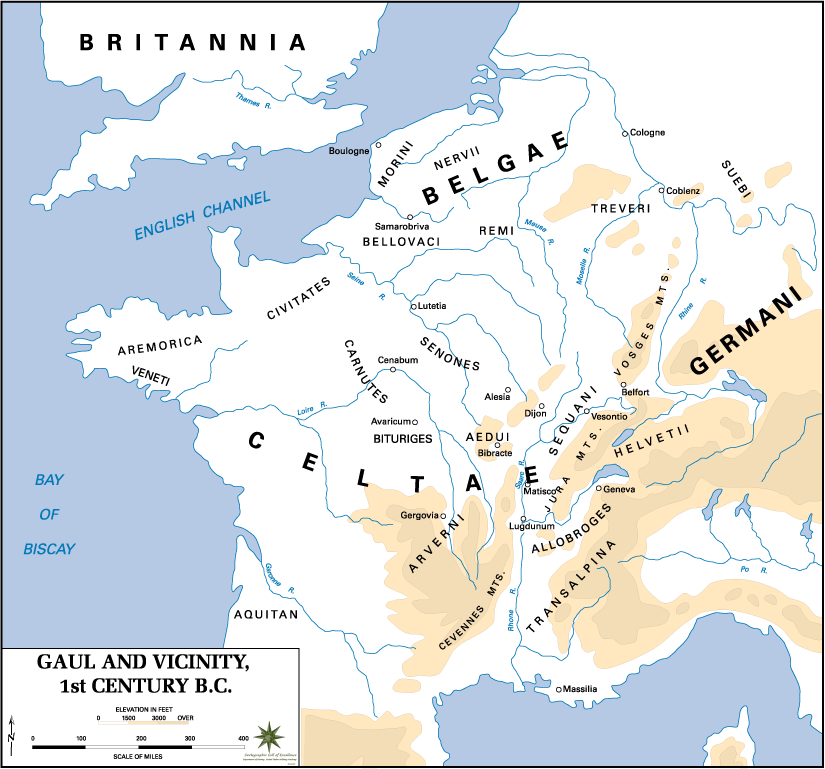
mapa Galii; pośrodku Bibracte w krainie Aedui

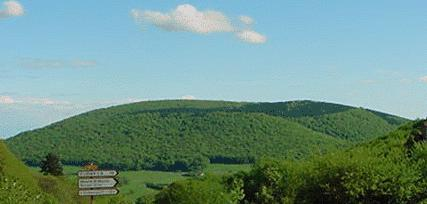
Widok oppidum Bibracte

Plan oppidum Bibracte

Bibracte – ufortyfikowane miasto (oppidum) celtyckie i stolica krainy Eduów (Aedui) z okresu do I w. p.n.e.
Położone w Burgundii, na wzgórzu Mont Beuvray, leżącym na pograniczu współczesnych francuskich departamentów Nièvre i Saône-et-Loire i około stu kilometrów na południowy zachód od miasta Dijon. Obecnie mieści się tu muzeum archeologiczne (najbliższa miejscowość – Glux-en-Glenne – znajduje się około 4 km na północ od muzeum). Odsłonięte w wyniku prac archeologicznych mury mają 5,5 km obwodu.
Najstarsze artefakty dokumentujące obecność ludzi na wzgórzu Mont Beuvray pochodzą z młodszej epoki kamienia.
Powstanie oppidum jest datowane na koniec III w. p.n.e., jego powierzchnia wynosiła 200 ha.

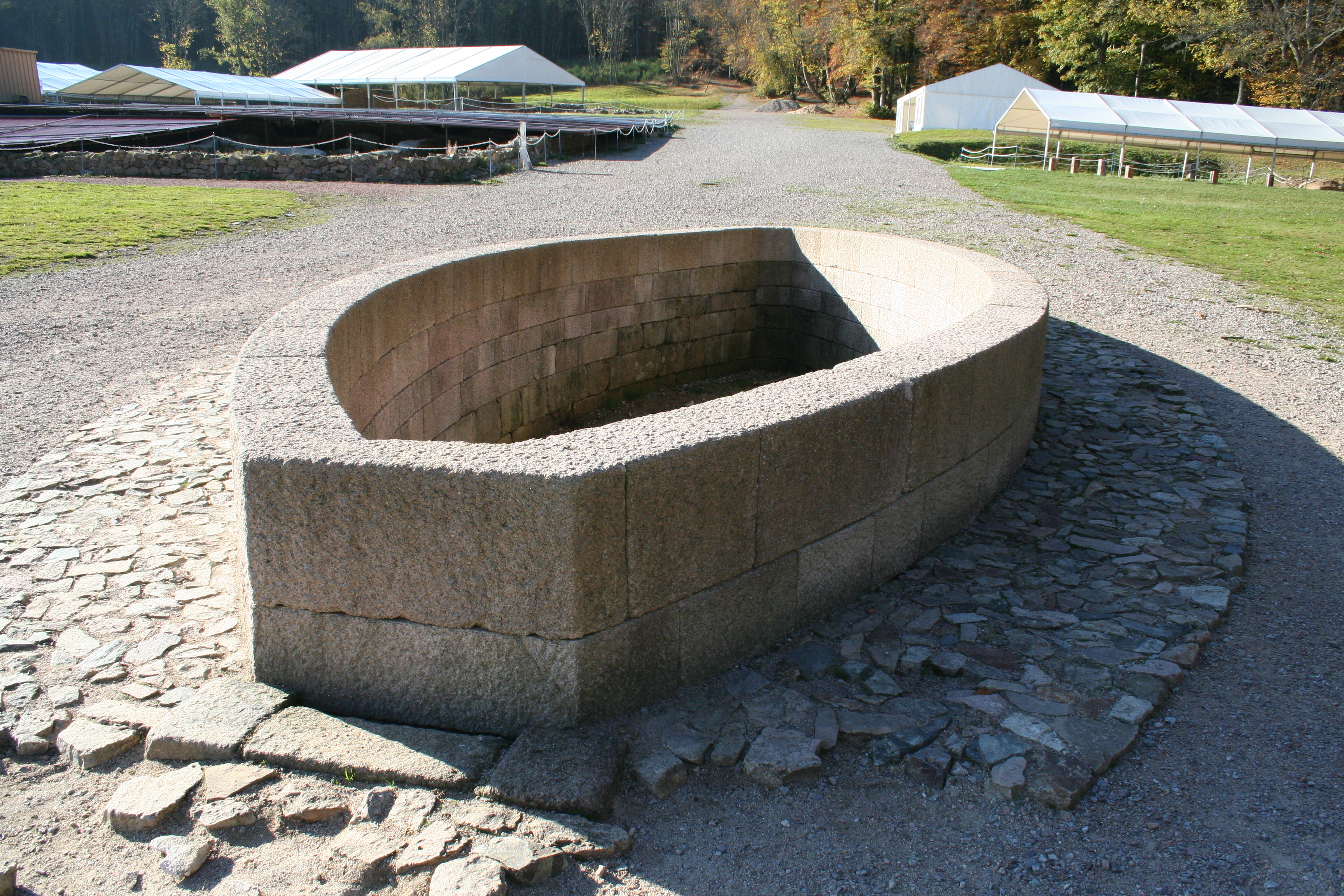
Bibracte dziś – zbiornik pełniący funkcję pomnika na terenie badań archeologicznych i muzeum

Wg relacji Juliusza Cezara – O wojnie galijskiej (łac. Commentarii de bello Gallico), ok. 25 kilometrów na południe od fortu w roku 58 p.n.e. odbyła się bitwa pod Bibracte, w której sześć rzymskich legionów (ok. 30 tys. wojska) pokonały 70 tysięcy zbrojnych osłaniających około 300 tysięcy migrujących na zachód Helwetów; po bitwie Rzymianie wycięli w pień znaczną ilość nieuzbrojonych wędrujących osadników i ich rodziny. Być może szacunki Juliusza Cezara zostały zawyżone.
Sześć lat później, w roku 52 p.n.e., galijski wódz Wercyngetoryks został w Bibracte ogłoszony dowódcą koalicji plemion galijskich przeciw Imperium Rzymskiemu; wkrótce w pobliżu odległego o około stu kilometrów na północ od Bibracte innego fortu Alezja, odbyła się kończąca wojny galijskie bitwa pod Alezją, w której Galowie ponieśli klęskę, a ich wódz został pojmany przez Rzymian. W ciągu kilku dziesiątek lat po tej klęsce Galów Bibracte wyludniło się, a ludność zaczęła chętniej osiedlać się w odległym o 25 km na wschód Autun, które dziś jest liczącym 16 tysięcy mieszkańców miastem.